# FK Sloboda Užice
Fudbalski klub Sloboda Užice (srpski Фудбалски клуб Слобода Ужице), odnosno Sloboda ili Sloboda Užice je nogometni klub iz Užica, Zlatiborski okrug, Republika Srbija. 
 
U sezoni 2017./18. nastupa u Prvoj ligi Srbije, drugom rangu nogometnog prvenstva Srbije.

## O klubu
Klub je osnovan 1925. godine kao nogometna momčad sportskog društva URSK Sloboda (Užički radnički sportski klub Sloboda). Članom Jugoslavenskog nogometnog saveza i Radničke sportske zajednice postaje 1929. godine. Klub se natjecao u prvenstvima Zapadno moravske župe. Kako je klub bio povezan sa sindikatima i Komunističkom partijiom, rad kluba je postao otežan, te tijekom 1932. iz kluba se ispušta naziv "Radnički", a u prosincu 1932. vlasti zabranjuju rad kluba. 
 
Ubrzo je osnovan USK Građanski (Užički sportski klub Građanski)), koji je nastavio tradiciju "Slobode". 1936. godine se s Građanskim spaja FK Era, drugi klub iz Užica. Klub nanovo biva zabranjen 1938. godine, te se uspijeva obnoviti 1939. godine pod nazivom Budućnost. Za vrijeme Drugog svjetskog rata klub nije djelovao. 
 
Rad kluba se obnavlja 5. svibnja 1945., kada je klubu vraćeno ime "Sloboda", te je najčešće bilo poznato pod nazivom FK Sloboda Titovo Užice, s obzirom na to da se grad Užice nazivao Titovo Užice za vrijeme socijalističke Jugoslavije. 
 
1965. godine klub se uspijeva plasirati u  Drugu saveznu ligu, u kojoj uz Srpsku ligu, najčešće i nastupa do raspada SFRJ. 
 
Za vrijeme SR Jugoslavije, odnosno Srbije i Crne Gore, klub je nastupao u Prvoj ligi, Drugoj ligi, te Srpskoj ligi. 
 
2010. godine "Sloboda" se spaja s klubom "Sevojno, koji je te sezone izborio promociju u Superligu, pod nazivom FK Sloboda Point Sevojno
 
Klubu je odlukom skupštine održane 10. listopada 2011. vraćeno ime Sloboda. 
Klub je u sezonama 2011./12. i 2012./13. nastupao i kao Sloboda Point, a od 2014./15. kao Sloboda. 
U sezoni 2013./14. Sloboda je ispala iz Superlige, te otad nastupa u Prvoj ligi Srbije.

## Uspjesi

### Kraljevina Jugoslavija
Zapadno moravska župa
- prvak: 1935./36.

### FNRJ / SFRJ
Kragujevački podsavez
- prvak: 1957./58., 1958./59.

Oblasno prvenstvo Kragujevac
- prvak: 1951.

Prvenstvo okruga Titovo Užice
- prvak: 1946.

## Poznati igrači
- Radomir Antić
- Nemanja Vidić (mlađe kategorije)

## Poveznice
- FK Sevojno
- (srp.) fksloboda.rs - službene stranice
- fksloboda.org  Arhivirana inačica izvorne stranice od 25. veljače 2020. (Wayback Machine)
- srbijasport.net, Sloboda Užice, profil kluba
- srbijasport.net, Sloboda Užice, rezultati